# Patrik Ouředník
Patrik Ouředník (født 23. april 1957 i Prag) er en tjekkisk og fransk forfatter.
Han er forfatter til omkring tyve bøger og tjekkisk oversætter af Rabelais, Jarry, Queneau, Beckett, Michaux, Simon og Vian. I 2001 udgav han en bog, der skulle rejse verden rundt, Europeana. En kort historie om det 20. århundrede.
Patrik Ouředník tilbragte sin ungdom i Tjekkoslovakiet i 1970'erne, midt i den "normalisering", der havde sat en stopper for håbet om Pragforåret. Som underskriver af petitionen om frigivelse af politiske fanger og udgiver af samizdats blev han udelukket fra universitetsstudier på grund af "ideologisk uoverensstemmelse". I 1984 gik han i eksil i Frankrig, hvor han har boet lige siden.

### Romaner og noveller
- År fireogtyve (Rok čtyřiadvacet), Prag, 1995.
- Grev Cikorie's ekstraordinære eventyr (O princi Čekankovi, jak putoval...), Prag, 1995.
- Europeana. En kort historie om det 20. århundrede – Gyldendal, ISBN 9788702053579. (Europeana. Stručné dějiny dvacáteho věku), Prag, 2001.
- Rette øjeblik, 1855 (Příhodná chvíle, 1855), Prag, 2006.
- Lukket uden handling (Ad acta), Prag, 2006.
- Historien om Frankrig. Til vores kære afdøde (Histoire de France. À notre chère disparue, på fransk), Paris, 2014.
- Verden ville ikke være gået under (La fin du monde n'aurait pas eu lieu, på fransk), Paris, 2017.

### Poesi
- Eller også (Anebo), Prag, 1992.
- Så meget desto mindre (Neřkuli), Prag, 1996.
- Det barfodede hus (Dům bosého), Prag, 2004.

### Teater
- I dag og i overmorgen (Dnes a pozítří), Prag, 2012.

### Essays
- Jagten på det forsvundne sprog (Hledání ztraceného jazyka), Prag, 1997.
- Det var Utopus, der gjorde mig til en ø (Utopus to byl, kdo učinil mě ostrovem), Prag, 2010.
- Sprogets frie rum (Svobodný prostor jazyka), Prag, 2013.
- Antialkoranen eller T.H.'s mærkelige verden (Antialkorán aneb podivný svět T.H.), Prag, 2017.

### Leksikografi
- Glossariet. Ordbog over ukonventionelt tjekkisk (Šmírbuch jazyka českého), Paris, 1988; Prag, 1992.
- Der er intet nyt under solen. Ord og udtryk af bibelsk oprindelse (Aniž jest co nového pod sluncem. Slova, rčení a úsloví biblického původu), Prag, 1994.
- Spørg efter nøglen i baren (Klíč je ve výčepu), Prag, 2000.
- Ord i glemsel (Slova v zapomenutí daná), Prag, 2021.

### Andet
- Correspondences - Correspondencias - Korrespondentziak (Korrespondance med Angel Erro, tresproget udgave, San Sebastián, 2016.